# Miranda Lambert
Miranda Leigh Lambert, ameriška glasbenica in tekstopiska, * 10. november 1983, Longview, Teksas.
Poleg solo kariere je Miranda članica zasedbe Pistol Annies, v kateri nastopa skupaj z Ashley Monroe in Angaleeno Presley. Je prejemnica nagrad Grammy, Academy of Country Music Awards ter Country Music Association Awards.

## Diskografija
Solo studijski albumi:
- Miranda Lambert (2001)
- Kerosene (2005)
- Crazy Ex-Girlfriend (2007)
- Revolution (2009)
- Four the Record (2011)
- Platinum (2014)
- The Weight of These Wings (2016)

S Pistol Annies:
- Hell on Heels (2011)
- Annie Up (2013)
- TBA (2018)